# Чемпионат Польши по баскетболу среди женщин 2013/2014
Чемпионат Польши по баскетболу 2013/2014 годов являлся 79-м сезоном «BLK» — высшего женского баскетбольного дивизиона Польши. В 23 раз чемпионом Польши стала краковская «Висла Кэн-Пак».

## Регламент
Турнир проводится в два этапа
1) предварительный' — 10 команд с 27 сентября 2013 года по 11 января 2014 года играют между собой по круговой системе дома и на выезде.
2) отборочный — лучшие 6 команд образуют группу «А», команды, занявшие с 7 по 10-е место, группу «В». С 25 января по 30 марта 2014 года команды в своих группах играют между собой по круговой системе дома и на выезде. Очки учитываются с играми первого этапа. Команда, занявшая последнее место в группе «В», покидает элитный дивизион.
3) плей-офф — лучшие четыре команды группы «А» образуют сетку, начиная с полуфинала до 3-х побед одной из команд.

## Участники
Перед началом турнира 5-я команда прошлого чемпионата «Матизол Лидер» (Прушкув) снялась с соревнования.
| 2012/13    | Клуб                 | Город                | Стадион                     | Участие в Европейских первенствах | Участие в Европейских первенствах |
| ---------- | -------------------- | -------------------- | --------------------------- | --------------------------------- | --------------------------------- |
|            | ССС Польковице       | Польковице           | «Hala Sportowa — Polkowice» | Евролига                          | Евролига                          |
|            | Висла Кэн-Пак        | Краков               | «WISŁA»                     | Евролига                          | Евролига                          |
|            | Артего               | Быдгощ               | «Chemik»                    |                                   |                                   |
| 4-е место  | Энерга               | Торунь               | «SPOŻYWCZAK»                |                                   |                                   |
| 6-е место  | KSSSE AZS PWSZ Гожув | Гожув-Велькопольский | «Hala PWSZ»                 |                                   |                                   |
| 7-е место  | Ривьера              | Гдыня                | «HSW Gdynia»                |                                   |                                   |
| 8-е место  | Видзев               | Лодзь                | «Hala Parkowa — MOSiR Łódź» |                                   |                                   |
| 1-е место* | МКС МОС              | Конин                | «Hala RONDO»                |                                   |                                   |
| 2-е место* | Кинг Вилки Морски    | Щецин                | «Hala sportowa SDS»         |                                   |                                   |
|            | Баскет РОВ           | Рыбник               | «Hala widowiskowo-sportowa» |                                   |                                   |

*- места команд в подэлитном дивизионе «1-я Лига»

## Предварительный турнир
| Место | Команда              | И  | В  | П  | ЗМ   | ПМ   | Разн. | Очки |
| ----- | -------------------- | -- | -- | -- | ---- | ---- | ----- | ---- |
| 1     | Висла Кэн-Пак        | 18 | 18 | 0  | 1444 | 989  | 455   | 36   |
| 2     | ССС Польковице       | 18 | 14 | 4  | 1210 | 949  | 261   | 32   |
| 3     | Артего               | 18 | 12 | 6  | 1301 | 1138 | 163   | 30   |
| 4     | Энерга               | 18 | 11 | 7  | 1264 | 1194 | 70    | 29   |
| 5     | KSSSE AZS PWSZ Гожув | 18 | 10 | 8  | 1337 | 1322 | 15    | 28   |
| 6     | Кинг Вилки Морски    | 18 | 9  | 9  | 1163 | 1162 | 1     | 27   |
| 7     | Баскет РОВ           | 18 | 8  | 10 | 1159 | 1219 | -60   | 26   |
| 8     | Ривьера              | 18 | 4  | 14 | 1085 | 1259 | -174  | 22   |
| 9     | Видзев               | 18 | 3  | 15 | 1066 | 1308 | -242  | 21   |
| 10    | МКС МОС              | 18 | 1  | 17 | 904  | 1393 | -489  | 19   |

## Отборочный турнир

### Группа «А»
| Место | Команда              | И  | В  | П  | ЗМ   | ПМ   | Очки |
| ----- | -------------------- | -- | -- | -- | ---- | ---- | ---- |
| 1     | Висла Кэн-Пак        | 28 | 26 | 2  | 2143 | 1580 | 54   |
| 2     | ССС Польковице       | 28 | 22 | 6  | 1817 | 1439 | 50   |
| 3     | Артего               | 28 | 16 | 12 | 1959 | 1767 | 44   |
| 4     | Энерга               | 28 | 16 | 12 | 1853 | 1857 | 44   |
| 5     | KSSSE AZS PWSZ Гожув | 28 | 15 | 13 | 1976 | 1968 | 43   |
| 6     | Кинг Вилки Морски    | 28 | 9  | 19 | 1671 | 1843 | 37   |

### Группа «В»
| Место | Команда    | И  | В  | П  | ЗМ   | ПМ   | Очки |
| ----- | ---------- | -- | -- | -- | ---- | ---- | ---- |
| 7     | Баскет РОВ | 24 | 12 | 12 | 1587 | 1639 | 36   |
| 8     | Ривьера    | 24 | 8  | 16 | 1489 | 1608 | 32   |
| 9     | Видзев     | 24 | 6  | 18 | 1476 | 1689 | 30   |
| 10    | МКС МОС    | 24 | 2  | 22 | 1274 | 1855 | 26   |

## Плей-офф

### Полуфинал
| Команда #1     | Счет  | Команда #2 | 1 матч | 2 матч | 3 матч | 4 матч | 5 матч |
| -------------- | ----- | ---------- | ------ | ------ | ------ | ------ | ------ |
| Висла Кэн-Пак  | 3 — 0 | Энерга     | 82-42  | 81-46  | 61-48  |        |        |
| ССС Польковице | 3 — 2 | Артего     | 57-61  | 71-44  | 65-70  | 79-55  | 59-52  |

### Матч за 3-е место
| Команда #1 | Счет  | Команда #2 | 1 матч | 2 матч | 3 матч | 4 матч | 5 матч |
| ---------- | ----- | ---------- | ------ | ------ | ------ | ------ | ------ |
| Артего     | 2 — 1 | Энерга     | 69-52  | 59-61  | 67-59  |        |        |

### ФИНАЛ
| 16 апреля 2014 19:00 MSK | Отчёт | Висла Кэн-Пак                          | 56 : 47  | ССС Польковице        | «WISŁA», Краков |
| 16 апреля 2014 19:00 MSK | Отчёт | 16 : 11, 15 : 5, 11 : 19, 14 : 12      |          |                       | «WISŁA», Краков |
| 16 апреля 2014 19:00 MSK | Отчёт | Юстина Журовска (17), Элли Квигли (15) | Очки     | Валерия Мусина (15)   | «WISŁA», Краков |
| 16 апреля 2014 19:00 MSK | Отчёт | Юстина Журовска (15), Зане Тамане (12) | Подборы  | Жанель МакКарвиль (9) | «WISŁA», Краков |
| 16 апреля 2014 19:00 MSK | Отчёт | Кристина Оувинья (4)                   | Передачи | Елена Скерович (3)    | «WISŁA», Краков |

| 17 апреля 2014 19:00 MSK | Отчёт | Висла Кэн-Пак                     | 53 : 65  | ССС Польковице                               | «WISŁA», Краков |
| 17 апреля 2014 19:00 MSK | Отчёт | 14 : 20, 6 : 10, 10 : 12, 23 : 23 |          |                                              | «WISŁA», Краков |
| 17 апреля 2014 19:00 MSK | Отчёт | Жантель Лавендер (18)             | Очки     | Белинда Снелл (19), Магдалена Лечиевска (11) | «WISŁA», Краков |
| 17 апреля 2014 19:00 MSK | Отчёт | Юстина Журовска (8)               | Подборы  | Жанель МакКарвиль (14)                       | «WISŁA», Краков |
| 17 апреля 2014 19:00 MSK | Отчёт | Юстина Журовска (5)               | Передачи | Елена Скерович (3)                           | «WISŁA», Краков |

| 23 апреля 2014 19:00 MSK | Отчёт | ССС Польковице                                                                            | 78 : 65  | Висла Кэн-Пак                                                   | «Hala Sportowa - Polkowice», Польковице |
| 23 апреля 2014 19:00 MSK | Отчёт | 13 : 19, 11 : 8, 35 : 14, 19 : 24                                                         |          |                                                                 | «Hala Sportowa - Polkowice», Польковице |
| 23 апреля 2014 19:00 MSK | Отчёт | Жанель МакКарвиль (16), Магдалена Лечиевска (16), Белинда Снелл (13), Елена Скерович (11) | Очки     | Жантель Лавендер (16), Юстина Журовска (14), Элли Квигли (12)   | «Hala Sportowa - Polkowice», Польковице |
| 23 апреля 2014 19:00 MSK | Отчёт | Жанель МакКарвиль (8)                                                                     | Подборы  | Юстина Журовска (9)                                             | «Hala Sportowa - Polkowice», Польковице |
| 23 апреля 2014 19:00 MSK | Отчёт | Елена Скерович (6), Валерия Мусина (6)                                                    | Передачи | Жантель Лавендер (6), Юстина Журовска (6), Кристина Оувинья (6) | «Hala Sportowa - Polkowice», Польковице |

| 24 апреля 2014 19:00 MSK | Отчёт | ССС Польковице                    | 45 : 53  | Висла Кэн-Пак                                | «Hala Sportowa - Polkowice», Польковице |
| 24 апреля 2014 19:00 MSK | Отчёт | 10 : 11, 16 : 14, 9 : 10, 10 : 18 |          |                                              | «Hala Sportowa - Polkowice», Польковице |
| 24 апреля 2014 19:00 MSK | Отчёт | Жанель МакКарвиль (15)            | Очки     | Жантель Лавендер (18), Юстина Журовска (14), | «Hala Sportowa - Polkowice», Польковице |
| 24 апреля 2014 19:00 MSK | Отчёт | Жанель МакКарвиль (10)            | Подборы  | Жантель Лавендер (10)                        | «Hala Sportowa - Polkowice», Польковице |
| 24 апреля 2014 19:00 MSK | Отчёт | Валерия Мусина (4)                | Передачи | Элли Квигли (3), Кристина Оувинья (3)        | «Hala Sportowa - Polkowice», Польковице |

| 27 апреля 2014 17:00 MSK | Отчёт | Висла Кэн-Пак                                                 | 59 : 52  | ССС Польковице                         | «WISŁA», Краков |
| 27 апреля 2014 17:00 MSK | Отчёт | 19 : 10, 12 : 16, 15 : 14, 13 : 12                            |          |                                        | «WISŁA», Краков |
| 27 апреля 2014 17:00 MSK | Отчёт | Элли Квигли (16), Жантель Лавендер (14), Юстина Журовска (11) | Очки     | Тея Облак (11), Жанель МакКарвиль (10) | «WISŁA», Краков |
| 27 апреля 2014 17:00 MSK | Отчёт | Жантель Лавендер (17)                                         | Подборы  | Агнешка Майевска (9)                   | «WISŁA», Краков |
| 27 апреля 2014 17:00 MSK | Отчёт | Кристина Оувинья (4)                                          | Передачи | Елена Скерович (3), Белинда Снелл (3)  | «WISŁA», Краков |

## Итоговое положение
| Висла Кэн-Пак | Юстина Журовска, Элли Квигли, Катаржина Крезел, Жантель Лавендер, Даниэль МакКрэй, Кристина Оувинья, Паулина Павляк, Агнешка Скобель, Зане Тамане, Агнешка Шотт-Хеймей, Марта Юйка Главный тренер — Штефан Свитек |

- ССС Польковице
- Артего
- 4. Энерга
- 5. KSSSE AZS PWSZ Гожув
- 6. Кинг Вилки Морски
- 7.  Баскет РОВ
- 8.  Ривьера
- 9. Видзев
- 10.  МКС МОС

## Лучшие
По версии сайта Eurobasket.com
| Самый ценный игрок                 |
| ---------------------------------- |
| Жантель Лавендер («Висла Кэн-Пак») |

Символическая пятёрка турнира
- Шарни Золл («KSSSE AZS PWSZ Гожув»)
- Элли Квигли («Висла Кэн-Пак»)
- Белинда Снелл («ССС Польковице»)
- Юстина Журовска («Висла Кэн-Пак»)
- Жантель Лавендер («Висла Кэн-Пак»)

### Лидеры сезона по средним показателям за игру
| Показатель                   | Игрок            | Команда                | Статистика |
| ---------------------------- | ---------------- | ---------------------- | ---------- |
| Очки в среднем за игру       | Чайниз Нвагбо    | «KSSSE AZS PWSZ Гожув» | 16.8       |
| Подборов в среднем за игру   | Чайниз Нвагбо    | «KSSSE AZS PWSZ Гожув» | 10.1       |
| Передач в среднем за игру    | Шарни Золл       | «KSSSE AZS PWSZ Гожув» | 7.3        |
| Перехватов в среднем за игру | Амиша Картер     | «Артего»               | 2.9        |
| Блок-шоты в среднем за игру  | Агнешка Майевска | «ССС Польковице»       | 2.7        |